# آبریستویث
latitudeآبریستویثMottoآبریستویثlongitudeآبریستویث
آبریستویث (به انگلیسی: Aberystwyth) یک شهر بازاری در بریتانیا است که در Ceredigion واقع شده‌است.

## خصوصیات
آبریستویث ۱۵٬۹۳۵ نفر جمعیت دارد.

## خواهرخوانده
شهرهای کرونبرگ ایم تانوس، سن بریوک و Esquel خواهرخوانده‌های آبریستویث هستند.